# Anita Oranžsko-Nasavská
Princezna Anita Oranžsko-Nasavská (Anita Theodora, rozená van Eijk; * 27. října 1969 Neuchâtel) je členkou nizozemské královské rodiny. Je manželkou prince Pietera-Christiaana Oranžsko-Nasavského, van Vollenhoven.

## Mládí
Anita van Eijk se narodila ve švýcarském Neuchâtelu jako dcera Leonarda Antonia van Eijka a J. C. M. van Eijk-Steens. Rané dětství prožila ve francouzském Aix-en-Provence, než se rodina vrátila do Nizozemska, kde absolvovala základní školu. Poté se rodina přestěhovala do Singapuru, kde studovala na United World College of South East Asia, poté se vrátila do Nizozemska, kde absolvovala mezinárodní maturitu na Rijnlands Lyceum Oegstgeest.
Vystudovala angličtinu a literaturu na Univerzitě v Leidenu a poté komunikaci na Amsterdamské univerzitě, kterou ukončila v roce 1996. Během univerzitních let absolvovala Anita stáž v Londýně v reklamní agentuře J. Walter Thompson. V roce 1997 byla zaměstnána v amsterdamské pobočce Bloombergu. Poté pracovala v marketingovém oddělení aukčního domu Christie’s.

## Manželství a děti
Anita se setkala s princem Pieter-Christiaanem Oranžsko-Nasavským van Vollenhovenem v Londýně a pár oznámil své zasnoubení 25. února 2005. Princ Pieter-Christiaan je třetím synem princezny Margriet Nizozemské a Pietera van Vollenhovena.
Vzali se při civilním obřadu dne 25. srpna 2005 v paláci Het Loo v Apeldoornu, po kterém následoval náboženský obřad dne 27. srpna 2005 v kostele Oude Jeroenskerk v Noordwijku. Jelikož princ Pieter-Christiaan nepožádal o parlamentní souhlas se svým sňatkem, vzhledem k nízké šanci na jeho nástup na trůn, ztratil po sňatku místo v linii nástupnictví na nizozemský trůn.
První dítě, dceru Emmu Franciscu Catharinu van Vollenhoven, porodila Anita 28. listopadu 2006 v Amsterodamu v nemocnici Onze Lieve Vrouwe Gasthuis. Druhé dítě, Pietera Antona Mauritse Erika, porodila dne 19. listopadu 2008.
Rodina žije v Noordwijku.